# 2000 (folyóirat)
A 2000 egy magyar irodalmi és társadalmi havilap. Kiadója a Mentor Irodalmi Alapítvány.

## Története
Az 1989 áprilisában indult lap a legrangosabb kortárs irodalmi és társadalomtudományi folyóiratok közé tartozik. Egyik első alapító szerkesztője Horváth Iván irodalomtörténész. 2002 januárja óta online formában is megjelenik. Az online cikkek a Nemzeti Digitális Adattár (NDA) keresőjén is elérhetők.

## Megszűnése és újraindulása
A költségvetési támogatás megvonása miatt a folyóirat nyomtatott változata 2016-ban megszűnik.
A kényszerű szünet után a 2000 ismét megjelent. A 29. évfolyam (2017) első számában a szerkesztők bejelentik, hogy a lap újraindul(t). 2017 végéig az évfolyam négy száma jelent meg nyomtatásban. Felelős szerkesztője: Margócsy István.

## Díjai, elismerései
Szerkesztőségét 2007-ben Joseph Pulitzer-emlékdíjjal tüntették ki.